# Polana (gmina Laško)
Polana – wieś w Słowenii, w gminie Laško. W 2018 roku liczyła 176 mieszkańców.